# Xadrez na Rússia
O Xadrez na Rússia refere-se a contribuição do Império Russo e posteriormente União Soviética e da atual Rússia na história do xadrez desde sua assimilação no século X até a atualidade. Os russos receberam o Xatranje árabe diretamente dos Persas, através das rotas de comércio entre os principais centros comerciais. Como consequência, as raízes etimológicas e algumas regras foram diferentes do praticado na Europa por longa data, até que por volta do século XVI as principais regras foram unificadas.
Com a revolução Russa, o xadrez no país teve uma reviravolta devido ao impulso promovido por Lenin, um aficionado do jogo. A então formada União Soviética passa a investir na promoção e formação de jogadores o que resultou num domínio soviético nos campeonatos mundiais masculinos e femininos até a dissolução do regime comunista em 1991.

## Proibição pela Igreja
Desde o início da história do xadrez a Igreja Ortodoxa condenava a prática do jogo, sendo o primeiro registro datado do século IX no Nomokanon do patriaca Fócio, onde ligava o jogo aos dados. No século XII, apesar do Imperador Aleixo I Comneno de Bizâncio ser um entusiasta do xadrez, o jogo era expressamente proibido pelos comentários escritos do monge Zonaras que foram traduzidos para compilações russas da lei canônica conhecida como Kormchaia proibindo o jogo entre o clero e os leigos. Um prelado do século XIII direcionado aos novos sacerdotes também proibia o jogo entre outras práticas como ler livros proibidos, usar amuletos e assistir a corridas de cavalos. Até aproximadamente o século XVIII, a prática do xadrez ainda era proibida entre os russos ortodoxos conservadores, mas eventualmente a igreja desistiu da proibição em função do grande interesse dos russos pelo jogo, assim como na Europa Oriental.

## Antecedentes

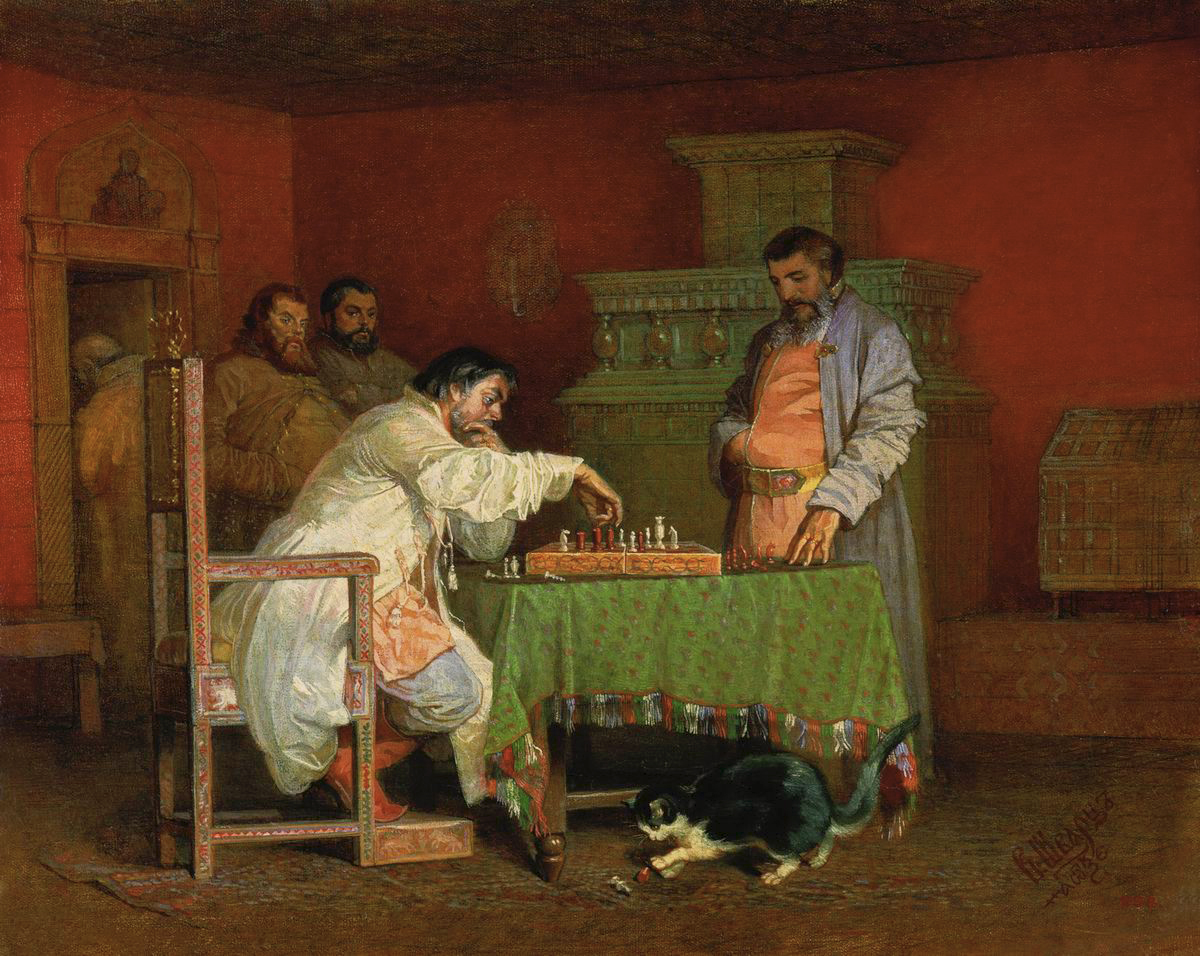
Pintura de Vyacheslav Schwarz, retratando Alexis I da Rússia jogando xadrez.

Os povos eslavos recebem o xadrez a partir dos árabes através de rotas de comércio no Mar Cáspio e Rio Volga, levando assim o jogo até o primeiro império russo cuja capital era Kiev. As novas regras do xadrez, estabelecidas na Espanha no século XV, chegaram a Rússia via rotas de comércio estabelecidas durante o reinado do Grão Duque Ivan III por volta do século XVI. Entretanto a popularidade do jogo ficou restrita à corte e somente após a as guerras napoleônicas que o jogo foi popularizado nas classes médias denominadas intelligentsia  devido ao contato de oficiais russos e franceses durante o confronto.

## Rússia Imperial
Os czares sempre demonstraram interesse pelo xadrez. Ivan, o Terrível, primeiro czar da Rússia, era aficionado pelo jogo tendo falecido diante de um tabuleiro de causas até hoje desconhecidas. Entretanto somente o último, Nicolau II da Rússia, deu suporte ao xadrez como esporte tendo patrocinado vários torneios até a primeira guerra mundial. Os fortes torneios de São Petersburgo de 1896, 1909 e 1914 foram patrocinados pelo czar e contaram com a participação de fortes jogadores da época como Emanuel Lasker, Wilhelm Steinitz e o russo Mikhail Chigorin em 1896; Lasker e Akiba Rubinstein em 1909; e Lasker, Capablanca, Alekhine - três campeões mundiais - Marshall e Tarrash em 1914. Nesta última competição, existe controvérsias de que o czar não teria criado o termo "grande-mestre", embora seja amplamente aceito o contrário.

## União soviética
A prática do xadrez passou a ser apoiada pelo governo comunista e a manutenção da supremacia soviética de campeões mundiais um assunto de estado. O jogo foi tratado como uma ferramenta para os confrontos do comunismo e o capitalismo no contexto da guerra fria. Praticado pelos principais idealizados dos ideais comunista como Karl Marx, Jean Jacques Rousseau, Lenin e Trotsky e Lunacharsky, quando os bolcheviques assumiram o comando da rússia em 1917  o xadrez ainda era somente um passatempo de horas vagas. Entretanto por volta da década de 1920 foi adotado pelo Estado como forma de treino mental para tempos de guerra. Foram feitos investimentos na organização de torneios e no sistema de treino para todas as classes. Os investimentos relativamentes pequenos para popularização do jogo e a fama de que estava a associado à inteligência foram fatores a favor deste fenômeno que associou o xadrez aos soviéticos. O jogo não foi uma exceção ao grande expurgo promovido por Stalin, cujo governo controlava a organização de todas as atividades xadrezistas e prejudicou essa cultura no país, ao oprimir brutalmente quaisquer manifestações consideradas burguesas. Sob instigação de Krylenko foram perseguidos vários jogadores como Lazar Zalkind, Mikhail Platov, Arvid Kubbel além Fedir Bohatyrchuk, um forte adversário de Mikhail Botvinnik.

### A escola de xadrez soviética
Alexander Ilyin-Genevsky foi o primeiro bolchevique a incentivar o xadrez como uma atividade útil aos  revolucionários, tendo conseguido organizar o primeiro campeonato soviético de xadrez na década de 1920 com um suporte financeiro do Estado de cem mil rublos, o primeiro patrocínio estatal para o jogo. Genevsky iniciou também uma coluna de xadrez num jornal e abriu um clube de xadrez financiado pelo Estado. Entretanto, foi Nikolai Krylenko quem efetivamente transformou o xadrez num instrumento do Estado. Fiel aliado de Lênin, Krylenko foi comissário de guerra e presidente da All-Union Chess. Sob seu comando foi organizado o Torneio de xadrez de Moscou de 1925 e foi fundada a revista 64, da qual era editor. Krylenko também recusou a participação da União Soviética na fundação da FIDE, que acontecera em 1924 na França.

## Atualidade
Após o fim da União Soviética, a Rússia organizou diversas competições internacionais como as Olimpíadas, o Mundial Aberto e o Mundial Feminino. De 1992 a 2002, a equipe masculina manteve a hegemonia soviética conquistando a medalha de ouro nas competições e uma de bronze com a "equipe B" em 1994. Em Calvià 2004, Khanty-Mansiysk 2010 e Istambul 2012 conquistaram a medalha de prata. Individualmente, seus atletas conquistaram nove medalhas de ouro, quatro de prata e oito de bronze. No feminino, a equipe russa conquistou três medalhas de ouro (2010, 2012 e Tromsø 2014), três de prata (Elista 1998, Bled 2002 e Turim 2006) e três de bronze (Yerevan 1996, Istambul 200) e 2004). Individualmente, as russas conquistaram sete medalhas de ouro, sete de prata e três de bronze.